# San Felice del Molise
San Felice del Molise – miejscowość i gmina we Włoszech, w regionie Molise, w prowincji Campobasso.
Według danych na rok 2004 gminę zamieszkiwało 813 osób, 33,9 os./km².